# Alfredo Palácios
Alfredo Palácios (São Paulo, 11 de janeiro de 1922 — São Paulo, 1997) foi um diretor, ator, roteirista e produtor de cinema brasileiro. Foi um dos criadores, juntamente com Ary Fernandes, da primeira série brasileira feita especialmente para televisão, O Vigilante Rodoviário.

## Biografia
Iniciou sua carreira em 1951, na Companhia Cinematográfica Maristela, em São Paulo, produzindo os diálogos para o filme Suzana e o Presidente. Em 1952 foi assistente de produção em Meu Destino é Pecar e no mesmo ano, foi produtor de Simão, o Caolho, dirigido por Alberto Cavalcanti. Estreou como diretor em 1956, com o filme A Pensão da D. Stela e logo em seguida dirigiu Casei-me com um Xavante (1957) e Vou Te Contá... (1958), todos os filmes para a Maristela e com a atriz Maria Vidal como uma das protagonistas. Ao longo de sua vida, participou em mais de setenta produções cinematográficas brasileiras, entre 1951 e 1982.